# Ami Argand
Ami Argand (właśc. François Pierre Amédée Argand; (ur. 5 lipca 1750 w Genewie, zm. 14 października 1803 tamże, niektóre źródła podają jako miejsce jego śmierci Londyn) – genewski fizyk i chemik, konstruktor, wynalazca.

## Życiorys
Pochodził z tradycyjnej mieszczańskiej, protestanckiej rodziny genewskiej. Był dziewiątym spośród 10 dzieci zegarmistrza Jean-Louisa. Studiował w Genewie, początkowo literaturę. Później, pod wpływem wybitnego przyrodnika epoki, H.-B. de Saussure’a, zgłębiał tajniki fizyki i chemii na wydziale filozoficznym. Z polecenia tego ostatniego, od 1775 r. kontynuował studia w Paryżu pod kierunkiem A. Lavoisiera i A. F. Fourcroya.
Od 1780 r. kierował uruchomieniem wielkiej destylarni alkoholi w Mèze w Langwedocji. Oparta na udoskonalonych przez Arganda metodach destylacji, przez następne 30 lat była największym producentem brandy we Francji. Argand został mianowany przez króla superintendentem wszystkich destylarni we Francji. Wzbogacony, w 1783 r. wrócił do Genewy.
Około 1782 r. opracował lampę olejową z oryginalnym knotem w postaci pustej w środku rurki oraz podwójnym obiegiem powietrza (powietrze omywało knot z zewnątrz i wewnątrz – tzw. palnik Arganda, franc. bec d’Argand). Dawała ona 10-12 razy więcej światła niż świeca i kilka razy więcej niż tradycyjna lampa z pełnym knotem. W tym samym roku uruchomił produkcję takich lamp w manufakturze założonej w Londynie. Po połączeniu palnika Arganda z bocznym zbiornikiem paliwa powstała nowoczesna lampa, którą w nieco innej wersji konstrukcyjnej rozpowszechnił wkrótce paryski farmaceuta Antoine Quinquet, dodając szklaną osłonkę płomienia (stąd nazwa kinkiet). W 1787 r. Argand uruchomił następną manufakturę w Versoix nad Jeziorem Genewskim, jednak brak praw patentowych we Francji i rozwój konkurencji podrabiającej jego wynalazki doprowadziły go wkrótce na skraj ruiny.
W 1783 r. prowadził w Lyonie wraz z braćmi Montgolfier eksperymenty aerostatyczne z balonami na ogrzane powietrze. Był również autorem pomysłu napełniania balonów gazem lżejszym od powietrza (wodorem). Wraz z braćmi uczestniczył też w Paryżu w budowie papierowego balonu na ogrzane powietrze, którym 19 września 1783 r. kogut, kaczka i baran, jako pierwsze istoty żywe, odbyły trwający 8 minut lot na wysokość 500 metrów.
W 1792 r. wraz z Josephem Montgolfierem wynalazł taran hydrauliczny, a następnie wprowadził szereg udoskonaleń do zgrzeblarek i przędzarek bawełny. W Versoix wybudował także destylarnię, której zabudowania (tzw. Maison Ferrier) przetrwały do dziś i były obiektem badań historyków techniki.
Prace Arganda od ok. 1810 r. kontynuował jego kuzyn i uczeń, Isaac-Ami Bordier-Marcet.
Palniki Arganda składające się z szeregu (od 4 do 6) koncentrycznych knotów, wysuwanych mechanizmem zegarowym, uzupełnione o reflektor przez Winslowa Lewisa, były stosowane jako źródło światła w latarniach morskich powstających w XIX w. (zob. latarnia morska Rozewie – muzeum latarnictwa) – do czasu zastąpienia prostszą i tańszą w eksploatacji lampą naftową.

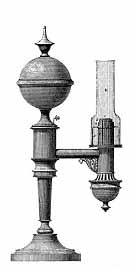
Widok lampy olejowej z palnikiem Arganda
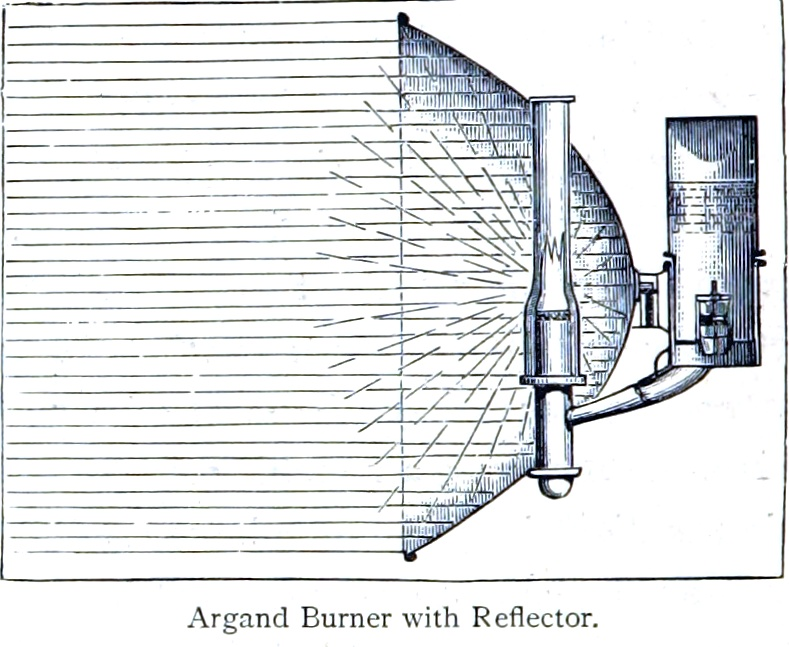
lampa olejowa z palnikiem Arganda i reflektorem używana jako źródło światła latarni morskich w XIX w.